# Les peregrinacions de Childe Harold

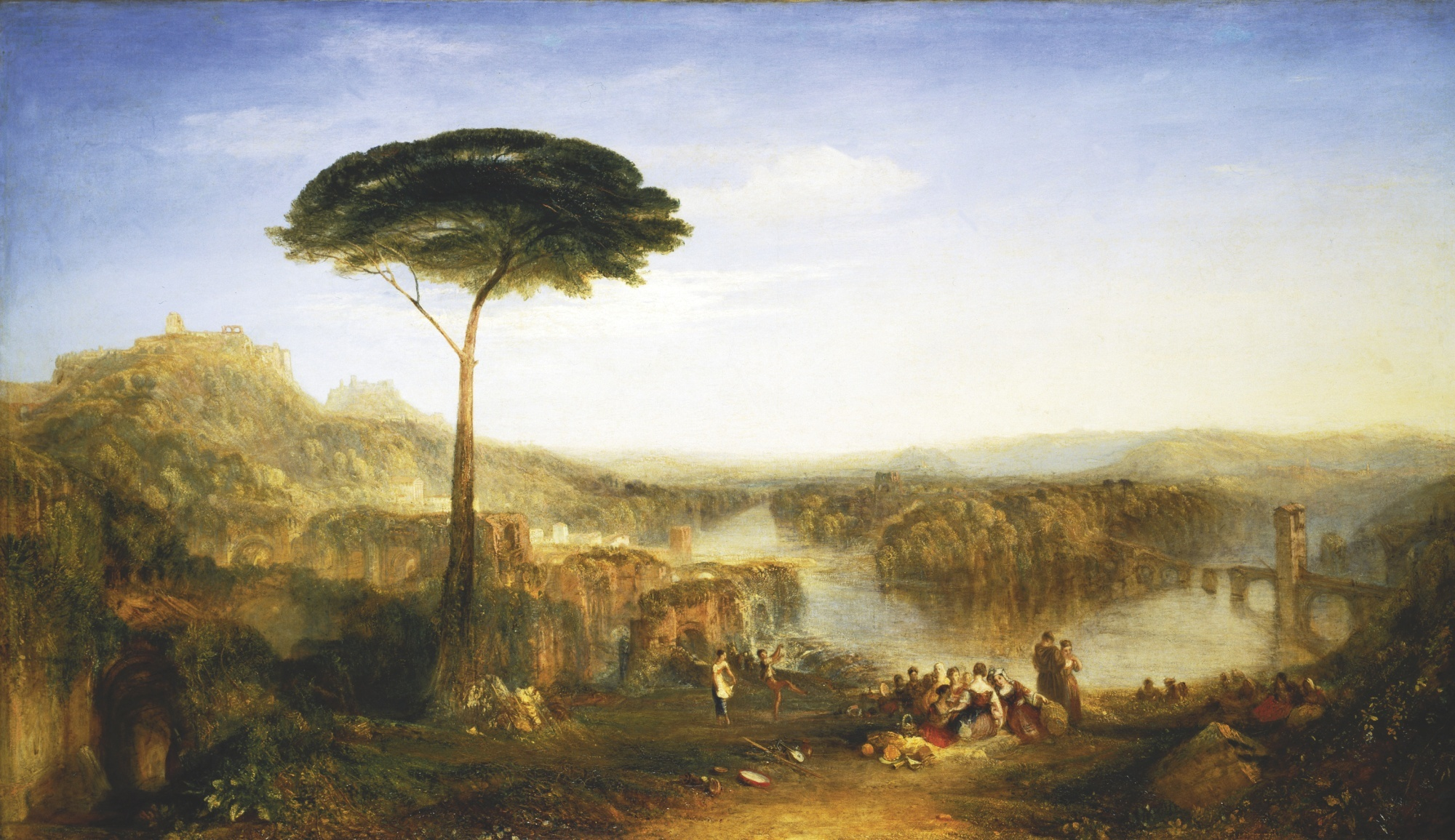
Les peregrinacions de Childe Harold per J. M. W. Turner

Les peregrinacions de Childe Harold o El pelegrinatge de Childe Harold és un extens poema narratiu dividit en quatre cants, de l'autor anglés Lord Byron, publicat entre 1812 i 1818.
El poema es refereix als viatges i reflexions d'un jove desencisat del món, fastiguejat per una vida de plaers, que gaudeix dels paisatges de les terres per on va passant. És una expressió malenconiosa d'una generació farta de les guerres postrevolucionàries i l'era napoleònica. En el títol apareix la paraula childe, nom donat en l'edat mitjana a Anglaterra als joves aspirants a cavallers.
El poema és autobiogràfic: gran part dels viatges són per la Mediterrària i la mar Egea, ben conegudes per Byron. Viatjà per l'estat espanol, Portugal, Itàlia, Albània, Malta, Grècia i Turquia. El començà a escriure a Albània al 1812. Malgrat que Byron no pensava que el poema tindria èxit, en publicar-lo l'editor John Murray, rebé un gran acolliment i feu famós a Byron. Les dones aristocràtiques foren les que més valoraren el poema, atretes per la personalitat de Harold.
Aquest poema introduí el concepte d'heroi byronià, que es feu cada vegada més popular. Aquest tipus d'heroi és descrit com un marginat de la societat, un fora de la llei, que es qüestiona a si mateix; és de vegades cruel, altres amable, devot però sense fe, i mai satisfet, sempre cercant noves sensacions.
Childe Harold expressà clarament les creences i idees de Byron.
L'atmosfera del poema inspirà el compositor francés Hector Berlioz per a la seua simfonia Harold a Itàlia.